# Keith Jefferson
Keith Edwin Jefferson (* 7. April 1970 in Houston, Texas; † 5. Oktober 2023 in Los Angeles, Kalifornien) war ein US-amerikanischer Schauspieler und Filmproduzent. Bekannt wurde er durch seine Rollen in mehreren Filmen von Quentin Tarantino.

## Leben
Jefferson war der Sohn von Lovie Jefferson und Reverend Edward Jefferson und wuchs in Acres Home auf.
Er entwickelte früh eine Leidenschaft für die Schauspielerei. Bereits als Kind war er in Musical-Produktionen und in Theaterstücken in der Schule und im örtlichen Theater zu sehen;
so spielte er im Alter von acht Jahren in einer Schulaufführung von Der Zauberer von Oz die Rolle des Torwächters.
Nach dem Besuch der Inwood Forest Elementary School, den Hoffman und Drew Middle Schools, besuchte er bis 1988 die Dwight D. Eisenhower High School in Houston, wo er in verschiedenen Sportarten wie Basketball, American Football und Leichtathletik erfolgreich war. Er lehnte jedoch ein Stipendium für College Football ab, um Schauspiel zu studieren. Er studierte zunächst Theaterwissenschaft an der United States International University (USIU) in San Diego und schloss mit einem Bachelor of Fine Arts ab; die Hochschule ging im Jahr 2001 in der Alliant International University auf. Anschließend erlangte er einen Master of Fine Arts in Schauspiel an der University of Arizona in Tucson, Arizona.
Jefferson starb im Alter von 53 Jahren an den Folgen einer seit August 2023 öffentlich bekannten Krebserkrankung im UCLA Santa Monica Medical Center. Er wurde von seiner Mutter und sechs Geschwistern überlebt und in Houston beigesetzt.

## Karriere
Jefferson begann seine Karriere auf der Bühne und trat bei renommierten Theatergruppen auf, darunter am La Jolla Playhouse und beim San Diego Repertory. Er spielte Danny in Grease und Martin Luther King in I Have a Dream. Seine Schauspielkarriere vor der Kamera begann Mitte der 1990er Jahre – er übernahm zunächst kleinere Rollen. In der Sitcom Der Hotelboy (The Jamie Foxx Show) spielte er in den Jahren 1998 und 1999 C.J. und Stoney Jackson. Er wirkte auch in anderen Projekten von Jamie Foxx mit, mit dem er seit dem College eng befreundet war.
Foxx war es auch, der Jefferson für eine Nebenrolle in Quentin Tarantinos Film Django Unchained vorschlug, in dem er den loyalen Sklaven Pudgy Ralph spielte. Mit seinem Auftritt gelang ihm 2012 der Durchbruch und er etablierte sich als vielseitiger Nebendarsteller. Er wirkte 2015 ebenfalls in Tarantinos The Hateful Eight als Charly mit und 2019 in Once Upon a Time in Hollywood als Keith. Einen seiner letzten Auftritte vor der Kamera hatte er 2023 in Krieg der Bestatter an der Seite von Jamie Foxx und Tommy Lee Jones. Kurz vor seinem Tod arbeitete er als Produzent und Regisseur an der Verfilmung von Laurie Ashbournes Komödie Sitting in Style für das Fernsehen.
Neben seiner Arbeit vor und hinter der Kamera engagierte sich Jefferson als Schauspielcoach und Mentor für Nachwuchstalente. Er war Mitglied der Screen Actors Guild sowie der Actors’ Equity Association.
Im deutschen Sprachraum wurde er unter anderem von Erik Schäffler, Thomas Schmuckert und Alexander Wüst synchronisiert.

## Filmografie (Auswahl)
- 1995: Kaffee, Milch und Zucker
- 1995: Tank Girl
- 1997: Buffalo Soldiers (Fernsehfilm)
- 1998–1999: Der Hotelboy (The Jamie Foxx Show; Fernsehserie)
- 2000: Fantasticks
- 2001: Mord ist ihr Hobby – Der letzte freie Mann (Fernsehfilm)
- 2012: Django Unchained
- 2015: The Hateful Eight
- 2018: Relative Opposites (Fernsehserie)
- 2019: Once Upon a Time in Hollywood
- 2020: Madden NFL 21 (Videospiel; Sprechrolle)
- 2020: Madden NFL 21: Face of the Franchise: Rise to Fame (Videospiel; Sprechrolle)
- 2021: Dad Stop Embarrasing Me! (Fernsehserie)
- 2021: You Too (Kurzfilm)
- 2022: Bosch: Legacy (Fernsehserie)
- 2022: Day Shift
- 2022: Hot Take: The Depp/Heard Trial
- 2022: Hip Hop Family Christmas Wedding (Fernsehfilm)
- 2023: Rap Sh!t (Fernsehserie)
- 2023: Krieg der Bestatter